# 小田和正
小田和正（日语： Oda Kazumasa，1947年9月20日—），是一位知名的男歌手、作曲家，原樂團Off Course成員（主要核心成員）。身高172厘米，血型A型。目前住在東京澀谷区。小田和正出生於日本神奈川縣橫濱市，畢業於早稻田大學理工研究所。
小田和正於1969年初與高中同學鈴木康博和地主道夫創立樂團「Off Course」，並且擔任該樂團主唱之一，1971年地主道夫離隊，1979年松尾一彥、清水仁及大間仁世由伴奏樂手正式加入Off Course為最輝煌時期，且成為當年少數能在東京武道館連開10場的紀錄，後來也成為日本1970與1980年代重要的樂團之一。
鈴木康博在1982年離開Off Course，小田和正也在1986年開始同時有開始獨立創作。1989年2月26日Off Course於東京巨蛋舉行告別演唱會後，正式解散。
1991年，小田和正以《愛情故事突然發生》並搭配日劇《東京愛情故事》主題曲而再創高峰。2010年4月，其2002年發表之精選輯《自己BEST》進入Oricon專輯榜通算400周（TOP 300），為日本音樂史上入榜周數最高之專輯。
小田和正曾多次獲NHK的邀請希望在紅白歌合戰登台，但均婉拒。

## 音樂作品

### 單曲
| 張數 | 發售日         | 曲名                     |
| ---- | -------------- | ------------------------ |
| 1st  | 1986年11月1日  | 1985 ※Off Course時期作品 |
| 2nd  | 1988年3月5日   | ※Off Course時期作品      |
| 3rd  | 1989年10月18日 | Little Tokyo             |
| 4th  | 1989年12月1日  |                          |
| 5th  | 1990年2月21日  |                          |
| 6th  | 1991年2月6日   | [ 1 ]                    |
| 7th  | 1991年11月20日 |                          |
| 8th  | 1992年1月25日  |                          |
| 9th  | 1992年7月25日  |                          |
| 10th | 1993年3月25日  |                          |
| 11th | 1993年9月22日  |                          |
| 12th | 1994年7月16日  |                          |
| 13th | 1995年1月25日  | so long my love          |
| 14th | 1995年11月22日 |                          |
| 15th | 1997年5月21日  |                          |
| 16th | 1997年7月24日  |                          |
| 17th | 1997年8月29日  |                          |
| 18th | 1999年10月21日 |                          |
| 19th | 2000年3月23日  | woh woh                  |
| 20th | 2001年3月7日   |                          |
| 21st | 2002年2月27日  | [ 2 ]                    |
| 22nd | 2004年2月25日  |                          |
| 23rd | 2005年5月25日  |                          |
| 24th | 2007年4月25日  |                          |
| 25th | 2007年8月15日  |                          |
| 26th | 2008年11月5日  |                          |
| 27th | 2009年2月25日  |                          |
| 28th | 2010年11月17日 |                          |
| 29th | 2013年4月24日  |                          |
| 30th | 2018年5月2日   |                          |

### 專輯
| 張數 | 發售日         | 標題                                             |
| ---- | -------------- | ------------------------------------------------ |
| 1st  | 1986年12月4日  | K.ODA ※Off Course時期作品                        |
| 2nd  | 1988年3月5日   | BETWEEN THE WORD & THE HEART ※Off Course時期作品 |
| 3rd  | 1990年5月9日   | Far East Café                                    |
| 4th  | 1992年1月25日  | sometime somewhere                               |
| 5th  | 1993年10月27日 | MY HOME TOWN                                     |
| 6th  | 2000年4月19日  | 個人主義                                         |
| 7th  | 2005年6月15日  |                                                  |
| 8th  | 2011年4月20日  |                                                  |
| 9th  | 2014年7月2日   |                                                  |
| 10th | 2022年6月15日  |                                                  |

### 精選輯
| 張數 | 發售日         | 標題      |
| ---- | -------------- | --------- |
| 1st  | 1991年2月6日   | Oh! Yeah! |
| 2nd  | 1997年11月21日 |           |
| 3rd  | 2002年4月24日  |           |
| 4th  | 2007年11月28日 |           |
| 5th  | 2016年4月20日  |           |
| 6th  | 2024年11月27日 |           |

### 自行翻唱曲輯
| 張數 | 發售日        | 標題           |
| ---- | ------------- | -------------- |
| 1st  | 1996年2月1日  | LOOKING BACK   |
| 2nd  | 2001年5月16日 | LOOKING BACK 2 |

## 紀錄
- 1991年：單曲《Oh! Yeah!/突如其來的愛情故事》連續七周奪得日本Oricon公信榜冠軍，銷量達270萬，也是1991年日本年度冠軍，留名史上銷售第八單曲。奪得個人取得超過200萬銷量的最年長記錄(44歲3個月)，達成當時的單曲銷量史上最高紀錄。
- 2001年：專輯《LOOKING BACK 2》成為日本Oricon公信榜專輯榜週冠軍，打破井上陽水於1999年7月創下的記錄（51歲），成為日本Oricon公信榜專輯榜史上年紀最大的冠軍（53歲8個月）
- 2002年：精選輯《自己BEST》成為日本Oricon公信榜週冠軍，成為日本Oricon公信榜專輯榜史上年紀最大的冠軍（54歲8個月），更新先前自己創下的紀錄
- 2004年：精選輯《自己BEST》銷售量超過200萬，打破松任谷由實於1998年11月創下的紀錄（44歲10個月），成為單一專輯銷售量超過200萬中年紀最大的歌手（57歲3個月）
- 2005年6月：專輯《原來是這樣》成為日本Oricon公信榜專輯榜週冠軍，成為日本Oricon公信榜專輯榜史上年紀最大的冠軍（57歲9個月），再度更新先前自己創下的紀錄
- 2007年9月：單曲《心》成為日本Oricon公信榜單曲榜週冠軍，打破石原裕次郎於1987年8月創下的紀錄（52歲7個月），成為日本Oricon公信榜單曲榜史上年紀最大的冠軍（59歲11個月）
- 2007年12月：精選輯《自己BEST2》成為日本Oricon公信榜專輯榜週冠軍，成為日本Oricon公信榜專輯榜史上年紀最大的冠軍（60歲3個月），再度更新先前自己創下的紀錄，也成為史上第一位在自己30多歲、40多歲、50多歲、60多歲時都獲得日本Oricon公信榜專輯榜冠軍的歌手。
- 2010年4月，其2002年發表之精選輯《自己BEST》進入Oricon專輯榜通算400周（TOP 300），為日本音樂史上入榜周數最高之專輯。

## 相關項目
- Off Course

## 註解
1. ↑  此曲於華語歌壇翻唱者甚多，包括鄭伊健曾翻唱為「二十世紀的戀人們」（粵語），楊宗憲則翻唱為「Honey你置叨位」（台語），辛曉琪的「愛情故事」等（國語）。
2. ↑  吳宗憲曾翻唱為「愛讓一切都對了」（國語）。

## 外部連結
- Far East Café （页面存档备份，存于）（官方網站）
- 根岸俊雄の住まいづくり入門 （页面存档备份，存于）（同じ東北大建築学科の先輩が小田和正とのエピソード （页面存档备份，存于）を掲載）